# بريتا بيكر
بريتا بيكر (بالألمانية: Britta Becker)‏ هي لاعب هوكي الحقل ألمانية، ولدت في 11 مايو 1973 في روسلسهايم في ألمانيا.

## وصلات خارجية
- بريتا بيكر على موقع اللجنة الأولمبية الدولية (الإنجليزية)
- بريتا بيكر على موقع أوليمبيديا (الإنجليزية)